# 阿罗库尔 (阿登省)
阿罗库尔（法語：Haraucourt，法語發音：[aʁokuʁ]）是法国大東部大區阿登省的一个市镇，属于色当区。

## 地理
阿罗库尔（49°37'20"N, 4°57'41"E）面积11.53 平方千米，位于法国大東部大區阿登省，该省份为法国北部内陆省份，西接埃纳省，南至马恩省，东临默兹省，北与比利时接壤。
与阿罗库尔接壤的市镇（或旧市镇、城区）包括：昂日库尔、欧特勒库尔和普龙、比尔松、迈松塞勒和维莱尔、罗库尔和弗拉巴、勒米伊-阿伊库尔、维莱德旺穆宗。

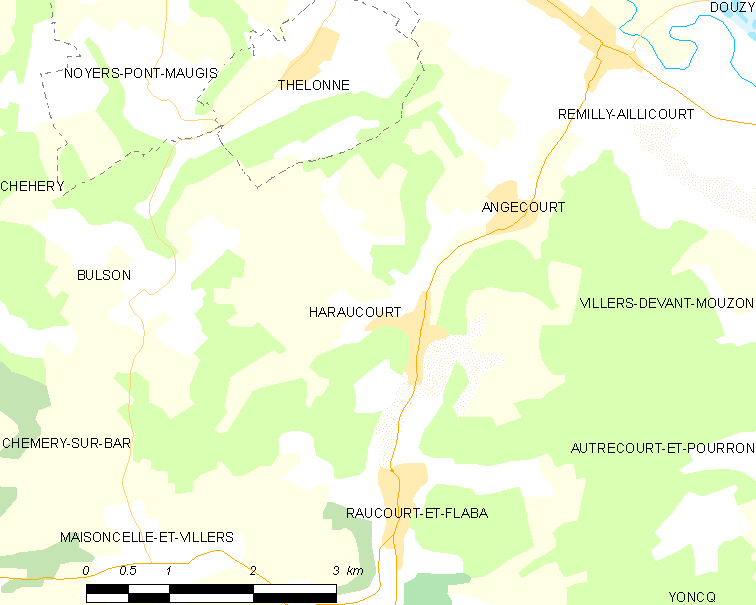
的OSM定位图

阿罗库尔的时区为UTC+01:00、UTC+02:00（夏令时）。

## 行政
阿罗库尔的邮政编码为08450，INSEE市镇编码为08211。

## 政治
阿罗库尔所属的省级选区为武济耶县。

## 人口

1962-2008年间人口变化图示

阿罗库尔于2022年1月1日时的人口数量为706人。